# Ordre de réaction
L'ordre de réaction est un concept qui relève de la cinétique chimique et indique l'influence d'un réactif dans la cinétique de la réaction.

## Généralités et définition
Considérons une réaction dont l'équation chimique s'écrit : a·A + b·B → c·C.
A et B sont les réactifs et C est l'unique produit et a, b et c sont les coefficients stœchiométriques.
La vitesse de réaction dans un réacteur fermé de volume V est définie par :
{\displaystyle v=-{\frac {1}{a}}.{\frac {1}{V}}{\frac {\mathrm {d} n_{A}}{\mathrm {d} t}}=-{\frac {1}{b}}.{\frac {1}{V}}{\frac {\mathrm {d} n_{B}}{\mathrm {d} t}}={\frac {1}{c}}.{\frac {1}{V}}{\frac {\mathrm {d} n_{C}}{\mathrm {d} t}}}
Cette vitesse est fonction des concentrations des réactifs. L'étude expérimentale de la réaction permet d'établir la forme de la loi de vitesse.
Dans certains cas, la loi de vitesse peut se mettre sous la forme d'un monôme des réactifs : {\displaystyle v=k\cdot [{\rm {A}}]^{\alpha }\cdot [{\rm {B}}]^{\beta }}
On dit alors que la réaction admet un ordre et l'on appelle ordre de réaction la somme des exposants : Ω = α + β.
L'exposant α est l'ordre partiel de la réaction par rapport à l'espèce A, β est l'ordre partiel de la réaction par rapport à l'espèce B.
À noter que α et β ne sont pas nécessairement entiers ni positifs (en général 0,5 < α < 4).
Pour certains cas particuliers, notamment les processus élémentaires, les ordres partiels α et β sont égaux aux coefficients stœchiométriques des réactifs (α = a, β = b), tel que remarqué par van 't Hoff. Cependant cette identité n'est pas vraie pour toute réaction, et en général la loi de vitesse dépend du mécanisme réactionnel.
Le coefficient k est appelé coefficient de vitesse et dépend de la température. Il est calculable grâce à la loi d'Arrhenius.
Si la loi de vitesse ne peut pas se mettre sous la forme d'un monôme avec les concentrations comme facteurs, on dit que la réaction n'admet pas d'ordre.

## Détermination de l'ordre

### Méthode différentielle
L'ordre d'une réaction par rapport à un réactif A peut être estimé à partir des vitesses initiales (vi) obtenues pour des valeurs différentes de la concentration initiale ([A]0) en réactif A, en maintenant les concentrations de tous les autres réactifs constantes, de sorte que
{\displaystyle \ln v_{i}=x\ln[A]_{0}+{\rm {constante}}}
La pente d'un graphique de {\displaystyle \ln v_{i}} en fonction de {\displaystyle \ln[A]_{0}} correspond alors à l'ordre x par rapport au réactif A.
Cependant cette méthode n'est pas toujours fiable étant donné que :
1. la mesure de la vitesse initiale exige la détermination précise d'un petit changement de concentration dans un intervalle court (par rapport à la demi-vie de la réaction), ce qui est sensible aux erreurs;
2. l'équation de vitesse ne peut pas être complètement déterminée si la vitesse dépend aussi des espèces qui sont absentes au début de la réaction, telles que des intermédiaires ou des produits.

### Méthode intégrale
L'équation de vitesse provisoire déterminée par la méthode des vitesses initiales peut être confirmée en comparant les concentrations mesurées pendant un intervalle plus long (plusieurs demi-vies) avec la forme intégrée de l'équation de vitesse.
Par exemple, la loi de vitesse intégrée d'une réaction du premier ordre est
{\displaystyle \ \ln {[A]}=-kt+\ln {[A]_{0}}}
Ici [A] est la concentration au temps t, et [A]0 est la concentration initiale au temps 0. Un graphique de {\displaystyle \ln {[A]}} en fonction du temps t est linéaire avec pente {\displaystyle -k}, ce qui permet de vérifier qu'une réaction donnée est effectivement du premier ordre et d'évaluer la constante de vitesse {\displaystyle k}.
Cette méthode n'est applicable que si la loi de vitesse est assez simple pour être intégrée.

### Méthode d'isolement (ou de dégénérescence de l'ordre)
On peut évaluer l'ordre partiel par rapport à un réactif par la méthode d'isolement (ou de dégénérescence de l'ordre) d'Ostwald.
Soit une réaction a·A + b·B → c·C admettant un ordre avec : {\displaystyle v=k\cdot [{\rm {A}}]^{\alpha }\cdot [{\rm {B}}]^{\beta }}. Pour déterminer l'ordre partiel α, on part d'un large excès de réactif B. Sa concentration {\displaystyle [{\rm {B}}]} peut donc être considérée comme constante au cours du temps. Dans ce cas :
{\displaystyle v=k'\cdot [{\rm {A}}]^{\alpha }}
avec {\displaystyle k'=k\cdot [{\rm {B}}]^{\beta }}.
On peut alors assimiler α à un ordre global et le calculer comme tel par la méthode intégrale ou la méthode des vitesses initiales.

## Premier ordre
Si la vitesse de réaction dépend d'un seul réactif et la valeur de l'exposant est un, alors la réaction est dite de premier ordre. En chimie organique, la classe des réactions SN1 (substitution nucléophile monomoléculaire) comprend des réactions du premier ordre. Par exemple, aux réactions des ions aryldiazonium avec des nucléophiles en solution aqueuse ArN2+ + X− → ArX + N2,
l'équation de vitesse est v = k [ArN2+], où Ar indique un groupement aryle. Ceci est cas particulier de la loi générale du premier ordre
{\displaystyle v=-{\frac {d[A]}{dt}}=k[A]}
Une autre classe de réactions du premier ordre comprend les processus de désintégration radioactives qui sont tous du premier ordre. Il s'agit toutefois de réactions nucléaires plutôt que de réactions chimiques.
La loi de vitesse peut être intégrée pour obtenir la forme linéaire citée ci-dessus :
{\displaystyle \ {[A]}={[A]_{0}}*\exp {(-kt)}\Longleftrightarrow \ \ln {[A]}=-kt+\ln {[A]_{0}}}
La demi-vie d'une réaction du premier ordre est égale à {\displaystyle \ t_{\frac {1}{2}}={\frac {\ln {(2)}}{ka}}}, avec a le coefficient stœchiométrique du réactif considéré, et est donc indépendante de la valeur de la concentration initiale.

## Second ordre
Une réaction est dite de second ordre si l'ordre global est deux. La vitesse d'une réaction de second ordre peut être proportionnelle à une concentration au carré {\displaystyle v=k[A]^{2}\,}, ou (plus souvent) au produit de deux concentrations {\displaystyle v=k[A][B]\,}. Comme exemple du premier type, la réaction NO2 + CO → NO + CO2 est de second ordre par rapport au réactif NO2 et d'ordre zéro par rapport au réactif CO. La vitesse observée {\displaystyle v=k[NO_{2}]^{2}\,}, est indépendante de la concentration de CO.
Le deuxième type comprend les réactions SN2 (substitution nucléophile bimoléculaire), ou l'hydrolyse basique de l'acétate d'éthyle
CH3COOC2H5 + OH− → CH3COO− + C2H5OH.
L'ordre partiel de cette réaction est 1 par rapport à chaque réactif et l'ordre global est 2.
v = k[CH3COOC2H5] [OH−].
Si cette même réaction d'hydrolyse est catalysée par l'imidazole, l'équation de vitesse devient
v = k[imidazole] [CH3COOC2H5].
Les ordres partiels sont 1 par rapport à un réactif (l'acétate d'éthyle), et aussi par rapport à l'imidazole qui est catalyseur et ne parait pas dans l'équation de la réaction.
Dans le cas {\displaystyle v=k[A]^{2}\,} (ou encore {\displaystyle v=k[A][B]\,} avec {\displaystyle [A]=[B]\,}), l'équation de vitesse intégrée est
{\displaystyle {\frac {1}{[A]}}={\frac {1}{[A]_{0}}}+akt}.
Le graphique de {\displaystyle {\frac {1}{[A]}}} en fonction du temps est alors linéaire, et la demi-vie dépend de la concentration initiale selon {\displaystyle \ t_{\frac {1}{2}}={\frac {1}{ka[A]_{0}}}}, avec a le coefficient stœchiométrique du réactif considéré.
Dans le cas plus général {\displaystyle v=k[A][B]\,} avec {\displaystyle [A]_{0}\neq [B]_{0}\,}, l'équation de vitesse intégrée est plus compliquée:
{\displaystyle {\frac {[A]}{[B]}}={\frac {[A]_{0}}{[B]_{0}}}e^{([A]_{0}-[B]_{0})kt}}

## Pseudo-premier ordre
Si la concentration d'un réactif demeure constante pendant la réaction, soit parce qu'il est catalyseur soit parce qu'il est en grand excès par rapport aux autres réactifs, sa concentration peut être incluse dans la constante de vitesse. On obtient alors une équation de vitesse dite de pseudo-ordre 1 (ou parfois 2). Pour une réaction type de second ordre avec équation de vitesse {\displaystyle v=k[A][B]\,}, si la concentration du réactif B est constante alors {\displaystyle v=k[A][B]=k'[A]\,}, où la constante de vitesse de pseudo-premier ordre {\displaystyle k'=k[B]\,}. L'équation de vitesse de second ordre est réduite à une équation de pseudo-premier ordre, ce qui simplifie son intégration mathématique.
Par exemple l'hydrolyse du saccharose en solution acide est souvent citée comme réaction de premier ordre avec vitesse {\displaystyle v=k[{\rm {{saccharose}]\,}}}. La vraie équation de vitesse est de troisième ordre, {\displaystyle v=k[{\rm {{saccharose}][H^{+}][H_{2}O]\,}}}. Cependant les concentrations et du catalyseur H+ et du solvant H2O sont normalement constantes, de sorte que la réaction est de pseudo-ordre un.

## Ordre zéro
Aux réactions d'ordre zéro, la vitesse de réaction est indépendante de la concentration du réactif, de sorte que des changements de sa concentration n'influent pas sur la vitesse. Ceci peut arriver lorsqu'il y a un goulot d'étranglement qui limite le nombre des molécules qui peut réagir au même moment, par exemple si leur réaction exige le contact avec une enzyme ou une surface catalytique.
De nombreuses réactions catalysées par les enzymes sont d'ordre zéro, pourvu que la concentration du réactif soit très supérieure à la concentration de l'enzyme qui détermine la vitesse de sorte que l'enzyme est saturée. Par exemple, l'oxydation biologique de l'éthanol en acétaldéhyde par l'enzyme alcool déshydrogénase du foie est d'ordre zéro par rapport à l'éthanol. Une réaction n'est jamais d'ordre 0 du début à la fin. En revanche, pendant tout une partie de son avancement, cela peut être le cas. Par exemple, dans le cas de l'oxydation enzymatique de l'éthanol, dès que la totalité de l'enzyme E a fixé l'éthanol S, le complexe E-S se transforme à une vitesse proportionnelle à la concentration en E-S qui est constante. La vitesse est donc constante pour cette raison, ce qui explique l'ordre 0. En toute fin de réaction, quand il n'y a plus assez d'éthanol pour saturer l'enzyme, alors la concentration en E-S est moindre et la vitesse n'est plus constante. L'ordre n'est alors plus égal à 0.
De même une réaction à catalyse hétérogène peut être d'ordre zéro si la surface catalytique est saturée. Par exemple, la décomposition de la phosphine (PH3) sur une surface chaude de tungstène à pression elevée est d'ordre zéro en phosphine, qui décompose alors à vitesse constante.
On note la vitesse de la réaction {\displaystyle v=k\,} , avec k la constante de vitesse de réaction exprimée en mol⋅ L−1 s−1
Le temps de demi-réaction pour l'ordre zéro est proportionnel à la concentration initiale du réactif considéré. En effet, prenons l'exemple de la réaction d'équation aA → P. La concentration en produit est [P]=kt, et par définition, le temps de demi-réaction est le temps pour lequel [P]=[P]max/2 = [A]0/2a. Ce temps s'exprime donc par {\displaystyle \ t_{\frac {1}{2}}={\frac {[A]_{0}}{2ka}}} avec [A]0 la concentration initiale du réactif considéré, k la constante de vitesse de la réaction, et a le nombre stœchiométrique du réactif considéré.

## Ordre fractionnaire
Une réaction est dite d'ordre fractionnaire si l'ordre est non entier, ce qui correspond souvent à une réaction chimique en chaîne ou à un autre mécanisme réactionnel complexe. Par exemple, la pyrolyse de l'éthanal (CH3-CHO) en méthane et monoxyde de carbone possède un ordre de 1,5 par rapport à l'éthanal.
v = k[CH3-CHO]3/2
La décomposition du phosgène (COCl2) en monoxyde de carbone et chlore est du premier ordre en phosgène et d'ordre 0,5 par rapport au chlore.
v = k[COCl2] [Cl2]1/2.

## Ordre mixte
Les lois de vitesse peuvent être décrites comme d'ordre mixte si elles approchent les lois de plus d'un ordre aux concentrations différentes des espèces chimiques impliquées. Par exemple une loi de la forme {\displaystyle r=k_{1}[A]+k_{2}[A]^{2}} représente des réactions concurrentielles de premier ordre et de deuxième ordre (ou plus souvent de pseudo-premier ordre et de deuxième ordre), et peut être décrite comme étant d'ordre mixte premier et deuxième. Aux valeurs de [A] assez grandes, une telle réaction approche la cinétique du deuxième ordre, mais aux valeurs de [A] plus petites, la cinétique approche l'ordre premier (ou pseudo-premier). Lorsque la réaction avance, la cinétique peut changer du deuxième ordre au premier ordre au fur et au mesure que le réactif est consommé.
Un autre type de loi de vitesse d'ordre mixte possède un dénominateur de deux ou plusieurs termes, souvent parce que l'identité de l'étape cinétiquement déterminante dépend des valeurs des concentrations. Un exemple serait l'oxydation d'un alcool à un cétone par l'ion hexacyanoferrate (III) [Fe(CN)63−] avec l'ion ruthénate (VI) comme catalyseur. Pour cette réaction, le taux de consommation de l'hexacyanoferrate (III) est {\displaystyle r={\frac {{\ce {[Fe(CN)_6]^{2-}}}}{k_{\alpha }+k_{\beta }[{\ce {Fe(CN)_6}}]^{2-}}}}
Cette loi est d'ordre zéro par rapport à l'hexacyanoferrate (III) au début de la réaction lorsque sa concentration est elevée et le catalyseur de ruthénium est vite regénéré. Elle change en premier ordre lorsque la concentration diminue et la regénération du catalyseur devient déterminante de vitesse.
Les lois de vitesse d'ordre mixte avec deux termes au dénominateur sont trouvées pour deux classes importants de mécanismesː
- Le mécanisme de Michaelis-Menten pour la catalyse enzymatique est du premier ordre en substrat (ordre global deux) aux concentrations basses de substrat, et du deuxième ordre en substrat (ordre global un) aux concentrations elevées de substrat

- le mécanisme de Lindemann des réactions unimoléculaires est de deuxième ordre aux basses pressions et de premier ordre aux pressions elevées.

## Ordre négatif
L'ordre partiel par rapport à une substance donnée peut être négatif. Par exemple, la conversion de l'ozone (O3) en dioxygène suit la loi de vitesse {\displaystyle v=k{\frac {[O_{3}]^{2}}{[O_{2}]}}\,} dans un excès de dioxygène. Ceci correspond au second ordre en ozone et à l'ordre (-1) en dioxygène.
Lorsqu'un ordre partiel est négatif, l'ordre global est normalement considéré comme indéfini. Dans l'exemple précédent, la réaction n'est pas considérée comme étant du premier ordre même si la somme des ordres partiels est 2 + (-1) = 1, parce que l'équation de vitesse est plus compliquée que celle d'une simple réaction du premier ordre.